# Linea Kintetsu Toba
La linea Kintetsu Toba (近鉄鳥羽線?, Kintetsu Toba sen) è una linea ferroviaria a scartamento ordinario appartenente alle Ferrovie Kintetsu che funge da congiunzione fra le linee Yamada e Shima per dare l'accesso all'area di Toba e alla penisola di Ise.
Si trova interamente nella prefettura di Mie e corre pressoché parallela alla linea Sangū della JR Central. La linea prende il nome dalla città di Toba.

## Servizi ferroviari
LO  Locale (普通 futsū)
 Per Ise-Nakagawa
 Per Toba e Kashikojima
(i treni locali fermano in tutte le stazioni)

 EX  Espresso (急行 kyūkō)
 Per Ōsaka-Uehommachi; via Nabari e Yamato-Yagi (Kashihara)
 Per Nagoya; via Tsu e Yokkaichi
 Per Matsusaka, Isuzugawa e Toba
(normalmente il servizio termina a Uji-Yamada)

 ER  Espresso Rapido (快速急行 kaisoku-kyūkō)
 Per Ōsaka-Uehommachi; via Nabari e Yamato-Yagi
 Per Matsusaka, Uji-Yamada e Toba
(servizio disponibile la mattina e la sera)
(normalmente il servizio termina a Uji-Yamada)

 EL  Espresso Limitato (特急 tokkyū)
 Per Ōsaka Namba e Ōsaka-Uehommachi; via Nabari e Yamato-Yagi
 Per Kyoto; via Yamato-Saidaiji (Nara)
 Per Nagoya; via Tsu e Yokkaichi
 Per Matsusaka, Uji-Yamada, Toba e Kashikojima
(necessaria la prenotazione dei posti e la tariffa speciale per gli espressi limitati)

 NS  Espresso Limitato Non-stop (ノンストップ特急 nonsutoppu tokkyū)
 Per Ōsaka Namba
 Per Nagoya
 Per Kashikojima
(una coppia al giorno nei weekend)
(necessaria la prenotazione dei posti e la tariffa speciale per gli espressi limitati)
 SH  Espresso Premium Shimakaze (しまかぜ Shimakaze)
 Per Ōsaka Namba
 Per Nagoya
 Per Kashikojima
(una volta al giorno tranne che al mercoledì, con alcune eccezioni)
(necessaria la prenotazione dei posti, la tariffa speciale per gli espressi limitati e il biglietto speciale Shimakaze)

## Stazioni
- Tutte le stazioni si trovano nella prefettura di Mie

| Legenda | Legenda              |
| ------- | -------------------- |
| ●       | I treni fermano      |
| ○       | Alcuni treni fermano |
| \|      | I treni non fermano  |

| Stazione   | Stazione | Dist. | Collegamenti                                  | LO | EX | RE | LE | NS | SV | Location | Location |
| ---------- | -------- | ----- | --------------------------------------------- | -- | -- | -- | -- | -- | -- | -------- | -------- |
| Uji-Yamada | 宇治山田 | 0.0   | Kintetsu: Linea Yamada                        | ●  | ●  | ●  | ●  | ●  | ●  | Ise      | Mie      |
| Isuzugawa  | 五十鈴川 | 1.9   |                                               | ●  | ●  | ●  | ●  | \| | \| | Ise      | Mie      |
| Asama      | 朝熊     | 4.9   |                                               | ●  | ●  | ●  | \| | \| | \| | Ise      | Mie      |
| Ikenoura   | 池の浦   | 10.6  |                                               | ●  | ●  | ●  | \| | \| | \| | Toba     | Mie      |
| Toba       | 鳥羽     | 13.2  | JR Central: Linea Sangū Kintetsu: Linea Shima | ●  | ●  | ●  | ●  | ●  | ●  | Toba     | Mie      |